# June Miller
Juliet Edith Smerth, dite June Miller (7 ou 28 janvier 1902 – 1er février 1979), est une danseuse américaine, qui fut la deuxième épouse du romancier Henry Miller. Il écrit de manière prolifique sur elle et leur relation dans ses livres, utilisant généralement les pseudonymes Mona ou Mara de manière interchangeable. Elle apparaît également en bonne place dans les premiers journaux d'Anaïs Nin.

## Jeunesse
June Miller est née en Bucovine, en Autriche-Hongrie (Miller mentionnerait qu'elle est « d'origine roumaine » dans Sexus) sous le nom de Juliet Edith Smerdt (ou Smerth) (plus tard Juliette), la fille de Wilhelm et Frances Budd Smerdt, une famille juive pauvre. Elle émigre aux États-Unis avec ses parents et ses quatre frères et sœurs en 1907. À l'âge de 15 ans, elle abandonne ses études secondaires pour devenir professeur de danse (un euphémisme à l'époque pour désigner un partenaire de danse) à la Wilson's Dancing Academy de Times Square et commence à s'appeler June Mansfield, et occasionnellement, June Smith,. (Wilson est rebaptisé Orpheum Dance Palace en 1931). June aurait déclaré: « Mon éducation formelle s'élevait à environ trois ans et demi de lycée. Je travaillais grâce à une bourse d'études au Hunter College ». Dans Sexus, Henry Miller écrit que June a affirmé qu'elle était diplômée de Wellesley, mais dans Nexus, il écrit qu'elle n'a jamais terminé ses études secondaires.
Elle réside à New York pendant une grande partie de sa vie, à l'exception d'une tournée en Europe et de séjours à Paris et en Arizona.

## La vie avec Henry Miller
En 1923, alors qu'elle travaille comme danseuse chez Wilson, elle rencontre Henry Miller ; elle a 21 ans et lui 31 ans. Miller quitte sa première femme et son premier enfant pour épouser June à Hoboken, New Jersey, le 1er juin 1924. Leur relation est le sujet principal de la trilogie semi-autobiographique de Miller, La Crucifixion en rose. June apparaît également dans ses œuvres les plus connues, Tropique du Cancer et Tropique du Capricorne.
En octobre 1926, Jean Kronski, artiste et poète, s'installe chez eux à la demande de June. June, qui est probablement bisexuelle, entretient une relation très étroite avec elle, préférant souvent l'affection de Jean à celle d'Henry. Ce mode de vie s'effondre rapidement et Jean et June partent ensemble pour Paris en avril 1927. Cependant, deux mois plus tard, les deux femmes commencent à se disputer et June revient auprès d'Henry en juillet. L'année suivante, June et Henry partent pour une tournée en Europe, s'installant à Paris pendant plusieurs mois avant de retourner à nouveau à New York. La relation de June avec Jean est la pièce centrale des romans autobiographiques de Henry Crazy Cock (1930, inédit jusqu'à 12 ans après la mort de Miller) et Nexus (1959), le troisième volume de La Crucifixion en rose. Vers 1930, Kronski se suicide dans un asile de fous à New York.
En 1930, Henry s'installe seul à Paris. En 1931, lors d'une visite à Henry, June rencontre l'écrivaine Anaïs Nin. Nin devient rapidement obsédée par elle et, comme Henry, l'utilise comme archétype dans plusieurs de ses écrits. June et Nin s'engagent dans une relation, bien que Nin ait nié qu'elle soit sexuelle. Cependant, June figure en bonne place dans ses journaux publiés et inédits, sur lesquels le film Henry et June est vaguement basé. Dans le film, elle est interprétée par Uma Thurman. June n'est pas satisfaite de la publication des journaux expurgés de Nin, qui omettent la liaison de Nin avec Miller et omettent ainsi le rôle joué par Nin dans la rupture du mariage des Miller.
June et Henry divorcent par procuration à Mexico en 1934,.

## Dernières années
Après avoir divorcé de Miller, elle épouse le vendeur d'assurances Stratford Corbett vers 1935. Corbett la courtisait lorsque Miller part pour Paris en 1930, et cela bouleverse grandement Miller lorsqu'il découvre que June et Corbett sont ensemble. Stratford la quitte en 1947 pour l'actrice Rita La Roy Corbett. June vit dans une série d'hôtels bon marché autour de New York, comme l'hôtel Continental sur la 95e rue. Elle est en contact avec Miller pendant cette période par la poste, et il lui envoie de l'argent par l'intermédiaire d'amis et de librairies telles que le Gotham Book Mart. Les carnets que Miller tient lors de son voyage à travers les États-Unis en 1940, qui va devenir Le Cauchemar climatisé, comprennent une poignée de références parasites à June. L'un d'entre eux dit : « Asseyez-vous ici à rêver de June. Où maintenant, petite June ? Es-tu heureuse ? ».
Au cours des années 1950, June est admise dans des services psychiatriques où elle reçoit des traitements par électrochocs, au cours desquels elle se fracture plusieurs os après être tombée de la table d'opération. Elle ne s’en est jamais complètement remise. En 1954, elle commence à faire du bénévolat comme assistante sociale. En 1957, elle devient réceptionniste stagiaire au service social de la ville et travaille pour le département à temps plein en 1960. En 1961, elle rencontre à nouveau Miller ; il écrit plus tard qu'il était choqué par ce qu'il considérait comme « sa détérioration ». Ils ne reprennent pas leur relation,. À la fin des années 1960, June déménage en Arizona avec l'un de ses frères. Bien qu’elle ait exprimé le désir d’écrire une autobiographie, elle n’a jamais écrit autre chose que des lettres. Elle a cependant une énorme influence littéraire sur les œuvres de son ex-mari Miller et Anaïs Nin. Elle est décédée en Arizona en 1979.

## Livres évoquant June

### Fiction
- Henry Miller, Crazy Cock (intitulé à l'origine Lovely Lesbians - comme Hildred)
- Henry Miller, Tropique du Cancer (comme Mona)
- Henry Miller, Tropique du Capricorne (comme Mara)
- Henry Miller, La Crucifixion en rose (Sexus, Plexus et Nexus - comme Mara et Mona)
- Anaïs Nin, Maison de l'Inceste (comme Sabina)
- Anaïs Nin, une espionne dans la maison de l'amour

### Non-fiction
- Brassaï, Henry Miller: The Paris Years
- Mary V. Dearborn, The Happiest Man Alive: A Biography of Henry Miller
- Kenneth C. Dick, Henry Miller: Colossus of One
- Robert Ferguson, Henry Miller: A Life
- Arthur Hoyle, The Unknown Henry Miller: A Seeker in Big Sur
- Anaïs Nin, Le Journal d'Anaïs Nin
- Anaïs Nin, Henry et June, tiré de Un journal d'amour : le journal non expurgé d'Anaïs Nin, 1931-1932
- Anaïs Nin, Inceste : Le journal non expurgé d'Anaïs Nin, 1931-1932
- Stephen Starck, June Scattered In Fragments: A Biographical Sketch of Henry Miller's Second Wife
- Frederick Turner, Renegade: Henry Miller and the Making of Tropic of Cancer